# أوثيل ويلسون
أوثيل ويلسون (بالإنجليزية: Othell Wilson)‏ مواليد 26 أكتوبر 1961 في الإسكندرية، هو مدرب كرة سلة أمريكي ولاعب معتزل. بدأ مسيرته الاحترافية في سنة 1984. تم اختياره من قبل فريق غولدن ستايت ووريورز خلال الدرافت. يبلغ طوله 6 قدم 0 بوصة (1.8 م). اعتزل اللعب في 1987. لعب مع غولدن ستايت ووريورز وسكرامنتو كينغز.

## روابط خارجية
- أوثيل ويلسون على موقع إن بي أي (الإنجليزية)
- أوثيل ويلسون على موقع سبورتس رفرنس (الإنجليزية)
- أوثيل ويلسون على موقع كلية كرة السلة في سبورتس رفرنس.كوم (الإنجليزية)
- أوثيل ويلسون على موقع ريلجم (الإنجليزية)
- أوثيل ويلسون على موقع بروبوليرز (الإنجليزية)